# Área metropolitana de Vigo-Pontevedra
El área metropolitana de Vigo-Pontevedra se localiza en la zona central de la provincia gallega de Pontevedra (España), y engloba a los municipios de Vigo, Pontevedra, Redondela, Cangas de Morrazo, Marín, Porriño, Moaña, Nigrán, Poyo, Salceda de Caselas, Puentecaldelas, Mos, Gondomar, Bayona, Sotomayor y Vilaboa. Su población se sitúa cerca de los 600.000 habitantes.

## Demografía
La población se reparte en los siguientes municipios:
|                   | Municipio         | Comarca    | Población (2021) | Superficie km² | Densidad hab./km² (2021) |
| ----------------- | ----------------- | ---------- | ---------------- | -------------- | ------------------------ |
| Vigo              | Vigo              | Vigo       | 293 837          | 109,10         | 2693,28                  |
| Pontevedra        | Pontevedra        | Pontevedra | 83 114           | 118,28         | 702,69                   |
| Redondela         | Redondela         | Vigo       | 29 192           | 51,90          | 562,47                   |
| Cangas de Morrazo | Cangas de Morrazo | Morrazo    | 26 708           | 38,10          | 701                      |
| Marín             | Marín             | Morrazo    | 24 248           | 36,68          | 661,07                   |
| Porriño           | Porriño           | Vigo       | 20 212           | 61,20          | 330,26                   |
| Moaña             | Moaña             | Morrazo    | 19 496           | 31,50          | 618,92                   |
| Nigrán            | Nigrán            | Vigo       | 18 005           | 34,90          | 515,9                    |
| Poyo              | Poyo              | Pontevedra | 17 230           | 33,93          | 507,81                   |
| Mos               | Mos               | Vigo       | 15 190           | 52,00          | 292,12                   |
| Gondomar          | Gondomar          | Vigo       | 14 920           | 74,50          | 200,27                   |
| Bayona            | Bayona            | Vigo       | 12 286           | 35,35          | 347,55                   |
| Sotomayor         | Sotomayor         | Vigo       | 7 482            | 24,97          | 299,64                   |
| Vilaboa           | Vilaboa           | Pontevedra | 5 955            | 36,9           | 161,38                   |
|                   | Total             |            | 587 875          | 743,2          | 791                      |

Conforma la mayor área metropolitana de Galicia y la número 12 de España.

## Comunicaciones

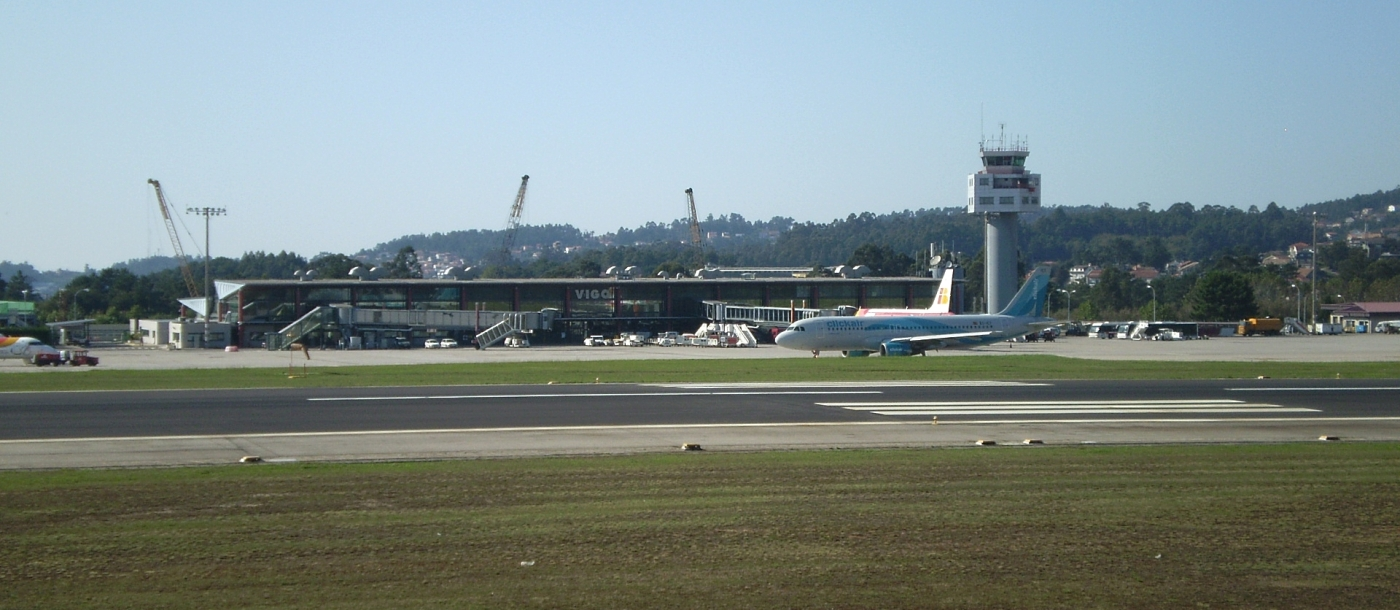
Vista panorámica del Aeropuerto de Vigo.

### Aeropuerto
El Aeropuerto de Vigo se encuentra en terrenos de los municipios de Vigo, Redondela y Mos, a 9 kilómetros del centro de la ciudad de Vigo y a unos 30 kilómetros al sur del centro de la ciudad de Pontevedra. Cuenta con líneas regulares a Madrid, Barcelona,  París, Londres, Dublín, Las Palmas de Gran Canaria, Tenerife, Bilbao, Valencia, Sevilla, Palma de Mallorca, Ibiza, etc.

### Trenes
En la ciudad de Vigo existen dos estaciones de ferrocarril, la estación de Vigo-Urzáiz, desde donde se ofrecen servicios de alta velocidad ferroviaria pertenecientes al eje atlántico a Pontevedra, Santiago de Compostela y La Coruña. Aparte de la estación de Vigo, estación de Redondela también ofrece a sus usuarios servicios pertenecientes al eje atlántico de alta velocidad.
Y la estación de Vigo-Guixar que ofrece servicios de larga distancia a Madrid, el Levante, el País Vasco y Cataluña, también ofrece servicios de media distancia a las principales ciudades gallegas (a excepción de Lugo) y la línea internacional que conecta Vigo con la ciudad portuguesa de Oporto vía Tuy. 
En la ciudad de Pontevedra existen dos estaciones de ferrocarril, la céntrica estación de Pontevedra, desde donde se ofrecen servicios de media y larga distancia a Vigo, Santiago de Compostela, La Coruña, Madrid y Alicante, y la estación de Pontevedra-Universidad, sin paradas. 
Las otras estaciones de municipios pertenecientes al área que también ofrecen servicios de media y larga distancia, son la estación de Redondela, la estación de Porriño y la estación de Arcade en Sotomayor.
Asimismo, una línea férrea conecta la estación de Pontevedra con el puerto de Marín.

### Puerto
La principal infraestructura marítima del área metropolitana es el Puerto de Vigo. La principal actividad del puerto es el tráfico de mercancías. Los mayores tráficos corresponden a mercancías generales, destacando el movimiento en contenedores, tráfico Ro-Ro de vehículos (primero de España en tráfico de vehículos nuevos), piedra natural y granito (primero de España en tráfico de granito), madera, productos pesqueros o conservas.
Actualmente tres navieras están integradas en el transporte metropolitano ofreciendo servicios regulares de transporte marítimo entre el municipio de Vigo y las localidades de Cangas de Morrazo y Moaña. Las empresas Mar de Ons y Naviera RG se complementan en la ruta que une Vigo con Cangas y Naviera Nabia une Vigo con Moaña.
En la época estival las navieras amplían su oferta con viajes turísticos a las Islas Cíes (Vigo), Isla de Ons (Bueu) y a la Isla de San Simón (Redondela). Vigo es además puerto de embarque o de escala habitual de numerosos cruceros turísticos internacionales, si bien no suponen un medio de transporte de llegada a la ciudad, dada la naturaleza turística de esas escalas.
El puerto de Marín se encuentra en la localidad homónima. En 2012 registró un movimiento de 1.891.167 toneladas, de las cuales un 43% corresponden a graneles sólidos y un 57% a mercancía general.